# Атилио Ломбардо
Атилио Ломбардо (на италиански: Attilio Lombardo) - италиански футболист, полузащитник и футболен треньор. Играе като халф. Известен с изявите си в националния отбор на Италия. В момента - помощник -треньор на националния отбор на Италия.

## Биография
Роден на 6 януари 1966 г. в градчето Санта Мария ла Фоса. Играе в „Сампдория“ от 1989 до 1995 и от 2001 г., „Ювентус“ от 1995 до 1998 г., „Кристъл Палас“, „Лацио“ от 1998 до 2000 г. Шампион през 1991, 1997, 1998 и 2000 г., носител на купата през 2000 г. Носител на КЕШ и Междуконтиненталната купа през 1996 г., на Суперкупата на Европа през 1996 и 1999 г. Носител на КНК през 1990 и 1999 г. Финалист за КЕШ през 1992 г.